# 莱昂纳多·迪卡普里奥
莱昂纳多·威廉·迪卡普里奥（英語：Leonardo Wilhelm DiCaprio，1974年11月11日—）是美國知名男演員、電影製片人暨環保倡議人士。迪卡普里奥的職涯始於1990年代拍攝廣告，隨後出演《聖巴巴拉》及《歡樂家庭》等電視劇。迪卡普里奥於1991年出演其處女作電影《魔精3》，於1993年主演《這個男孩的生活》及《戀戀情深》並獲好評。在主演《邊緣日記》（1995年）及《羅密歐與茱麗葉》（1996年）後，迪卡普里奥出演了由詹姆斯·卡麥隆執導的史詩愛情片《鐵達尼號》（1997年）。該片收穫讚譽如潮，使迪卡普里奥知名度大開，並創下當時電影史上票房最高的紀錄，直到被同由金馬倫執導的《阿凡達》（2009年）打破。
2000年至今，迪卡普里奥主演了許多不同類型的電影，如傳記片《神鬼交鋒》（2002年）、史詩片《紐約黑幫》（2002年）、戰爭片《血鑽石》（2006年）、新黑色電影驚悚片《神鬼無間》（2006年）、諜報片《謊言對決》（2008年）、愛情片《真愛旅程》（2008年）、心理驚悚片《隔離島》（2010年）、科幻片《全面啟動》（2010年）、傳記片《強·艾德格》（2011年）、西部片《決殺令》（2012年）及愛情片《大亨小傳》（2013年）等等。
迪卡普里奥在《飞行者》（2004年）中飾演霍華·休斯及在《荒野猎人》（2015年）中飾演休·格拉斯的表現拿下了金球獎的最佳戲劇類電影男主角，而他在《華爾街之狼》（2013年）中對喬丹·貝爾福特的詮釋則得到金球獎最佳音樂及喜劇類電影男主角的肯定。2016年，迪卡普里奥以他在《神鬼獵人》中的演出拿下了奧斯卡金像獎的最佳男主角獎。迪卡普里奥於2004年創辦了他專屬的製片公司亞壁古道影業。

## 早期生活
李奧納多·威廉·迪卡普里奥（Leonardo Wilhelm DiCaprio）於1974年11月11日生於美國加利福尼亞州洛杉磯。他的父親喬治·狄卡皮歐是一名地下漫畫作者兼經銷商，而母親伊爾梅林·因登比肯（Irmelin Indenbirken）則是一名法律秘書（Legal secretary）。迪卡普里奥是家中的獨生子。他的父親有著義大利（來自那不勒斯）和德國（來自巴伐利亞）血統:7-15，母方則是德國人。迪卡普里奥的外祖父威廉（Wilhelm Indenbirken）是德國人:78，而外祖母海倫娜（Helene Indenbirken，1915年 - 2008年）則是生於沙俄（今乌克兰境内）的伏尔加德意志人。在一次受訪時，迪卡普里奥稱自己是「半個俄羅斯人」，並表示自己有两位（外）祖父母都是俄羅斯人。迪卡普里奥的父母在大學時相遇，不久後便搬到了洛杉磯:7-15。據伊爾梅林的說法，迪卡普里奥的名字源自於她一次欣賞李奧納多·達文西的作品的經驗。當時還未出生的迪卡普里奥首次踹了她的肚子，於是她便決定用達文西的名字「李奧納多」來為自己的孩子命名:8。
迪卡普里奥的父母在他1歲時分居。他主要與母親同住。迪卡普里奥與母親曾住過數個洛杉磯的社區，如回聲公園及洛斯費利斯（兩人在盧斯費利斯的住所現為一座公共圖書館）等等。他的母親身兼數職:7-15。在就讀洛杉磯一間研究中心4年後，迪卡普里奥前往距住所幾條街外的萌芽小學（現加州大學洛杉磯分校實驗小學）及約翰·馬歇爾中學就讀。然而，迪卡普里奥在中學階段的第3年被退學，最後拿到了普通教育發展證書（GED）。他有一部份的童年在德國與外祖父母一同度過。迪卡普里奥精通德語和義大利語。

## 事業

### 早期事業
迪卡普里奥以拍攝廣告和教育電影展開他的演藝事業。在於5歲時被兒童電視劇《遊戲房》的劇組逐出後，迪卡普里奥開始跟隨同父異母兄弟亞當·法拉（Adam Farrar）接拍電視廣告。他在14歲時拍了他的第一支廣告——一支火柴盒小汽車的廣告，並在之後又拍了15支各式各樣的廣告:14。此前，迪卡普里奥曾到處面試，但都沒有成功:13-14。1990年，迪卡普里奥的事業取得了突破——他接拍了根據《溫馨家族》改編的同名電視劇。在出演《溫馨家庭》後，迪卡普里奥陸續在幾部電視劇中客串飾演小角色，如《靈犬萊西》、《羅斯安家庭生活》及《小教父》:18。此外，他還曾出演肥皂劇《聖巴巴拉》的其中五集，飾演年少時的梅森·卡普威爾（Mason Capwell）:276。迪卡普里奥出演《溫馨家庭》及其他肥皂劇的表現入圍了青年藝術家獎的最佳年輕男演員獎。他還曾演過幾部教育電影，如《米奇的安全俱樂部》（Micky's Safety Club）及《如何與嗑藥的家長相處》（How to Deal With a Parent Who Takes Drugs）等:20。

### 1991年至1995年：事業突破，進軍電影界
迪卡普里奥的電影處女作為克莉絲汀·彼得森執導的《魔精3》，他在片中飾演一名邪惡房東的繼子喬許（Josh）。迪卡普里奥描述該角為「你那平凡、膚淺、標準的金髮孩子」。該片於1991年以錄影帶首映的形式推出。不久後，迪卡普里奥獲選擔任ABC情境喜劇《歡樂家庭》的常設演員，飾演一名無家可歸的男孩路克·布勞爾（Luke Brower），被西維（Seaver）一家收養成為家中的一份子。迪卡普里奥在《歡樂家庭》中的表現廣受好評:28。1992年，迪卡普里奥在凱·特夏執導的電影《夜驚情》中出演蓋（Guy）:276。同年，勞勃·狄尼洛在400名年輕演員中選出迪卡普里奥出演《這個男孩的生活》的主角，飾演一名受到繼父虐待的少年托拜厄斯·「托比」·沃爾夫:36-38:276。迪卡普里奥在片中的表現廣受好評，《工作室》雜誌的茱麗葉·米修（Juliette Michaud）表示「幸好李奧納多·迪卡普里奥賦予了該片一種受過傷害的優雅，這種感覺正是這類題材所必需的」:43-44。
1993年底，迪卡普里奥與強尼·戴普合演萊思·霍斯壯執導的《不一樣的天空》，詮釋戴普所飾角色的弱智弟弟亞尼（Arnie）。霍斯壯承認他當初想找一位不那麼帥的演員，但因迪卡普里奥是參與試鏡的人中「觀察力最敏銳的演員」，最終便選上了他。製片人不大支持霍斯壯的決定，認為迪卡普里奥的魅力讓他無法飾演智能障礙的角色，但霍斯壯仍相當堅持:51。該片佳評如潮，迪卡普里奥的演技受到影評人的吹捧，《紐約時報》的影評人珍妮特·瑪斯林在評論中寫道，「片中真正出色的轉折來自迪卡普里奥先生，他將亞尼的抽動綜合症演得怵目驚心且生動，而起初他並不被看好。他的演出自始而終都有一種尖銳、絕望的張力」。迪卡普里奥以《不一樣的天空》一片榮獲國家評論協會獎最佳男配角獎及芝加哥影評人協會頒發的年度最有前途演員獎，並入圍了奧斯卡金像獎最佳男配角獎及金球獎最佳電影男配角獎:54-56。
隨後，迪卡普里奥出演了一部長20分鐘、由雷尼·哈林執導的短片《射脚派對》 (1994年）。他在片中飾演的角色為一名搖滾歌手:59。1995年，他出演了山姆·雷米執導的西部片《致命的快感》，飾演力求父親器重的年輕人基德:64-66。電影的票房成績強差人意，全美票房僅1,850萬美金，影評人對該片的評價也毀譽參半，但迪卡普里奥的表現獲得了影評人的稱讚。影評人傑哈迪·洛姆（Gerard Delorme）表示「該劇情內容因多位配角而顯充實，李奧納多·迪卡普里奥更是可圈可點的青年才俊，不計一切代價來獲得認可」:70。
迪卡普里奥的下一部電影是阿格涅絲卡·霍蘭執導的（1995年）:84。該片描述詩人阿蒂爾·蘭波與保爾·魏爾倫間的同性戀戀情。迪卡普里奥在片中飾演蘭波。該角的演員原是由瑞凡·費尼克斯擔任，但費尼克斯在前期製作時期過世。迪卡普里奥形容該角為他「職業生涯中最重要的角色」:86。接著，華納兄弟建議迪卡普里奥飾演《蝙蝠俠3》（1995年）中的羅賓，但他推辭掉了:88-89。1995年8月，迪卡普里奥出演了傑瑞·查克斯執導的電影《親親壞姐妹》，和黛安·基頓和梅麗·史翠普搭戏:89-91。他在片中飾演的角色是一名叛逆的青年漢克（Hank）。《綜藝》雜誌的伊曼紐爾·利維（Emanuel Levy）稱讚了迪卡普里奥的演技。此外，迪卡普里奥還客串出演了電影《101夜》（1995年）。狄卡皮歐在1995年出演的最後一部電影為《邊緣日記》，飾演主人翁吉姆·卡羅。《滾石》雜誌的影評人彼得·崔維斯在影評中稱讚了狄卡皮歐的演出。

### 1996年至2001年：大獲成功，成為一線演員
1996年，狄卡皮歐出演了改編自威廉·莎士比亞作品《羅密歐與茱麗葉》的電影《羅密歐與茱麗葉》，在片中飾演男主角羅密歐·蒙泰古。該片將莎士比亞的原著移至現代，但並未在台詞上作任何更動:95-104。《羅密歐與茱麗葉》叫好又叫座:112-114，全球票房達1.47億美元，狄卡皮歐也因該片而榮獲第47屆柏林國際影展的最佳男演員獎。
1997年，李奧納多主演詹姆斯·卡麥隆執導的《鐵達尼號》，飾演一名贏得兩張鐵達尼號三等艙船票、二十歲、窮困的威斯康辛州人傑克·道森。李奧納多起初拒絕出演，但詹姆斯·卡麥隆堅信李奧納多的演技，鼓勵他出演這角色。《鐵達尼號》成為當時票房最高的電影，打破了美国和世界各地的票房记录（2010年，詹姆斯·卡麥隆的電影《阿凡達》打破了《鐵達尼號》的紀錄），全球總收入高達18億，李奧納多成為電影巨星，並成為影史上第一位男性萬人迷。超過200名粉絲聯絡美國電影藝術與科學學會，對李奧納多不獲提名第70屆奧斯卡金像獎表示抗議。李奧納多也獲提名一些廣受關注的獎項，其中他第二次獲提名金球獎。
在首次選角时，导演詹姆斯·卡麥隆对李奧納多并不是十分满意，在後來的訪問中，詹姆斯·卡麥隆提到一開始李奧納多參與選角時只是坐在那裡抽菸，整個人無精打采，他甚至懷疑李奧納多根本沒有投入專注力，但一切在李奧納多演出劇本上的愛情劇時改變了，詹姆斯·卡麥隆表示「就像突然被陽光照到一樣，我知道就是他了」。但李奧納多此時仍對接下Jack這個角色有些疑慮，他詢問詹姆斯·卡麥隆，是否應該在Jack這個角色上加一點甚麼，讓他更受人憐愛，但卡麥隆拒絕了：“我不會讓這個角色變得憂鬱或神經質，也不會讓這個角色有任何缺陷(tic and limp)，(比起演出有障礙的角色)演出一個完美的角色(Jimmy Stewart type)更加困難。”
《鐵達尼號》之后他拒绝了大把可以充当少女心目中大英雄的角色（其中包括著名的蜘蛛侠和天行者）而接拍了小成本制作的文艺片《海滩》。

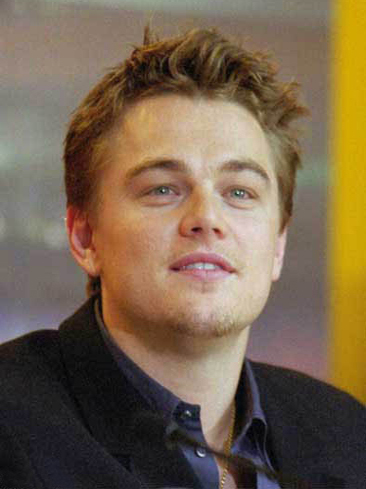
里安納度於2000年2月出席《海灘》記者會

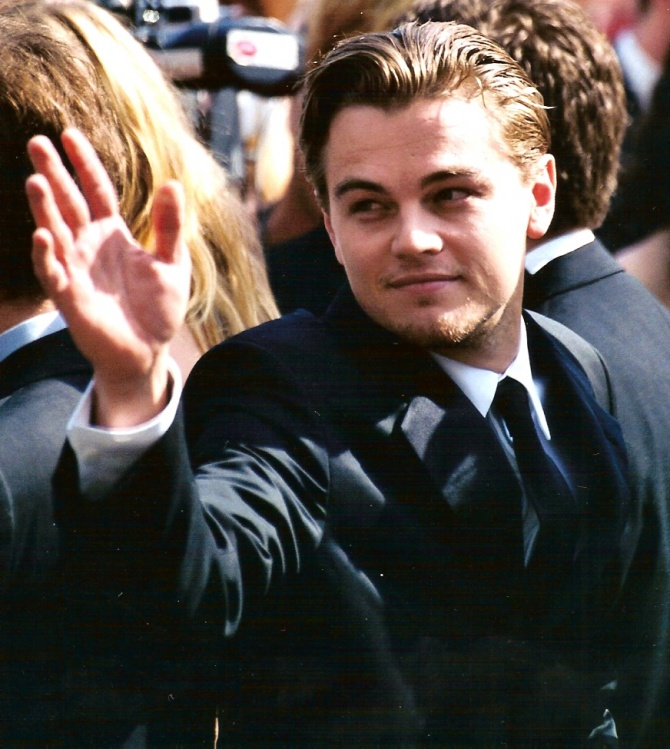
里安納度於2002年坎城影展的《紐約黑幫》預演

2000年，李奧納多的新片《海滩》中在泰国第一次公演就激起了当地环境保护人士的众怒，认为影片在拍摄过程中对当地菲菲岛造成了环境破坏。莱昂纳多從此投身做环保先锋，访问美国总统克林顿，大谈环保问题，以推动环保活动。

### 2002年至2007年
2002年李奧納多出演了史蒂芬·史匹柏執導的《神鬼交鋒》和马丁·西科塞斯執導的《纽约黑帮》，前者票房極好，得到3.5億美元票房，李奧納多的表現廣獲好評，更提名金球獎男主角。得到權威影評人罗杰·埃伯特 等廣泛讚賞。至2004年和馬田·史高西斯合作的《娛樂大亨》更为李奧納多贏来一个金球獎最佳男主角獎和奥斯卡最佳男主角提名。2006年的《無間道風雲》和《血鑽》给他带来了一个金球奖最佳男主角的双提名，他也是历史上首个获得最佳男主角双提名的演员，同时在次年奥斯卡上凭《血钻》获得最佳男主角提名。2007年上映的環保记录片《第十一個小時》是一部莱昂纳多独立制作的电影，除了导演另外邀請他人擔任，其餘皆出自李奧。

### 2008年至2012年
2008年，有《叛諜同謀》和《浮生路》两部影片上映。在《浮生路》中，他和《鐵達尼號》里的拍档凱特·溫斯蕾再度携手，並提名金球獎男主角。
2010年的《禁闭岛》是莱昂纳多和馬田·史高西斯的第四次合作，在首映后相继登顶美国、英国、法国、韩国等国的票房首位，全球票房近3亿美元。2010年他与名导基斯杜化·路蘭合作了《潛行凶間》，自从7月16日在北美正式上映的《盗梦空间》连续三周蝉联北美票房冠军，其IMDB排名一度冲到第三，仅次于《肖申克的救赎》和《教父》。2011年福布斯发布好莱坞最高片酬明星排名，莱昂纳多凭借7000万美元的收入荣登榜首。

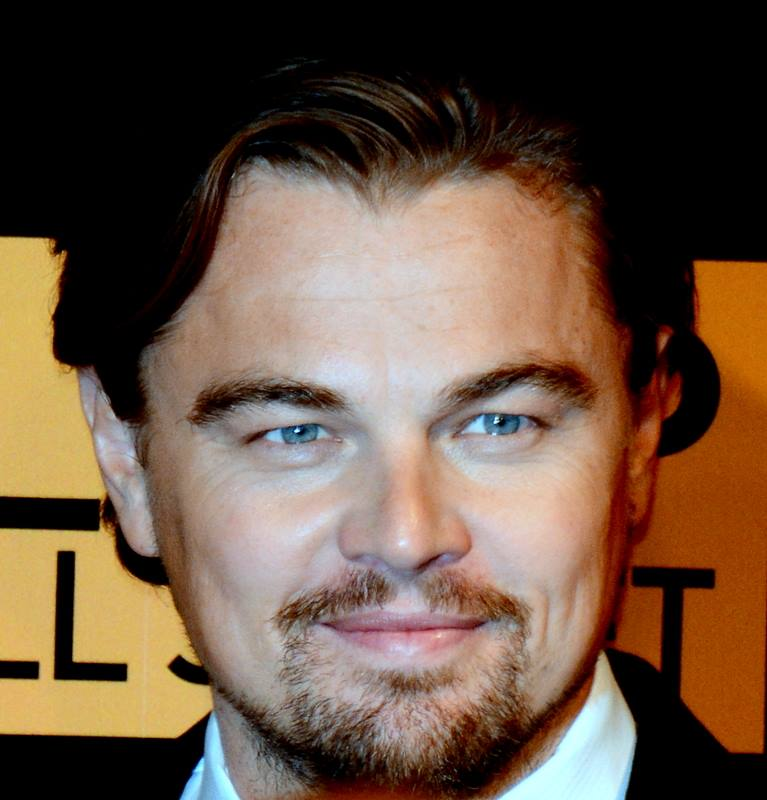
攝於2013年12月巴黎的《華爾街之狼》首映

2011年，莱昂纳多主演奇連·伊士活执导的《胡佛传》于11月上映。

### 2013年至今
《大亨小傳》于2013年暑假上映，而後再度與和馬田·史高西斯第五次合作，主演了《華爾街之狼》，美國於2013年聖誕節，台灣於2014年上映，他於本片再次獲得金球獎最佳男主角獎，同時也再次入圍奧斯卡最佳男主角但並未得獎。
2015年李奧納多接演《神鬼獵人》，並於第88屆奧斯卡金像獎獲得最佳男主角獎，這是他的第一座奧斯卡。
2019年出演昆汀·塔伦蒂诺新作《從前，有個好萊塢》，饰演电视明星里克·道尔顿（Rick·Dalton）。

## 私人生活
凱特·溫斯蕾稱莱昂纳多為她最好的朋友。莱昂纳多在Parenthood试镜中，初次遇到了蜘蛛侠扮演者托比·马奎尔，到了二十多年后的今天，他们仍是很好的朋友。在1993年，莱昂纳多和他一起试镜This Boy's Life，虽然莱昂纳多被挑选了，但他向制作单位要求给托比一个角色。也正是由于莱昂纳多的大力推荐才使得托比获得了蜘蛛人的角色。他們也在《唐的梅子餐廳》中合作，並於2013年的《大亨小傳》中再度合作。
莱昂纳多在2005年11月与交往了五年的巴西超模吉賽兒·邦臣分手。隨即開始和以色列模特兒芭儿·拉法莉約會，但兩人最終在2011年5月分手。和拉法莉分手後，莱昂纳多即和女星布蕾克·萊芙莉交往但在幾個月後分手。2011年12月至2012年10月期間，他的女友是美國內衣模特兒艾琳·希瑟頓。2013年5月，他開始和德國模特兒東妮·伽姆交往；但他們已經在2014年12月分手。2015年夏天至年末，他的女友是美國有名模特兒凱莉·羅巴克。據說向女方求婚成功，2016年1月卻傳來兩人已黯淡分手。
莱昂纳多曾经多次遇见险情，并最终脱离险情。他曾经在海上两次潜水，分别遭遇鲨鱼靠近和氧气几乎耗尽。在空中进行跳伞时，降落伞和备用伞均无法打开，所幸其教练将其打开。此外，在一次搭乘开往俄罗斯的航空时，飞机在空中遇到其中一个发动机着火，他惊慌失措，一度认为自己已去世。最终飞机燃尽所有燃料并进行迫降，且轮胎全爆的情况下最终惊险降落。
莱昂纳多积极参与环保议题事物，曾于1998年以个人名义创办基金会，以唤醒大众的环保意识。莱昂纳多曾转载《纽约时报》报道中国渔船远洋捕捞作业，造成鱼类资源枯竭的文章，批评中国滥捕行为。对此，中国农业农村部官媒《农民日报》发文批评，指文章中国水产品主要靠养殖，远洋渔业产量仅占一小部分。

## 獎項
2020年
- 第92屆奧斯卡金像獎 最佳男主角《從前，有個好萊塢》提名
- 第77屆金球獎 音樂及喜劇類電影最佳男主角 《從前，有個好萊塢》提名
- 第26屆美國演員工會獎 最佳男主角 《從前，有個好萊塢》提名
- 第25屆評論家選擇電影獎 最佳男主角 《從前，有個好萊塢》提名
- 第24屆衛星獎 音樂及喜劇類電影男主角 《從前，有個好萊塢》提名
- 第73屆英國電影學院獎 最佳男主角 《從前，有個好萊塢》提名

2016年
- 第88屆奧斯卡金像獎 最佳男主角 神鬼獵人
- 第73屆金球獎 電影類 劇情片最佳男主角 神鬼獵人
- 第69屆英國電影學院獎 電影獎 最佳男主角 神鬼獵人
- 第22屆美國演員工會獎 電影獎 最佳男主角 神鬼獵人
- 第21屆美國評論家選擇電影獎 最佳男主角 神鬼獵人
- 第20屆衛星獎 電影部門 最佳男主角 神鬼獵人
- 第5屆澳洲電影學院獎 電影部門 最佳男主角 神鬼獵人
- 第6屆豆瓣電影鑫像獎 鑫豆單元 最佳男演員(外語) 神鬼獵人
- 第25屆MTV電影大獎 最佳男演員 神鬼獵人
- 第25屆西雅圖影評人協會獎 最佳男主角 神鬼獵人
- 第11屆女性電影記者聯盟 最佳男主角 神鬼獵人
- 第15屆俄亥俄中部影評人協會獎 最佳男主角 神鬼獵人
- 第6屆喬治亞影評人協會獎 最佳男主角 神鬼獵人
- 2016 Awards Circuit Community Awards 最佳男主角 神鬼獵人
- 第18屆青少年票選獎 電影選擇獎 劇情片男演員 神鬼獵人
- 2016世界經濟論壇 文化卓越貢獻 水晶獎
- 第20屆好萊塢電影獎 最佳紀錄片 洪水來臨前
- 萬千呃Like賀台慶 最Like男主角 《鐵達尼號》提名

2015年
- 第50屆堪薩斯影評人協會獎 最佳男主角 神鬼獵人
- 第26屆達拉斯—沃斯堡影評人協會獎 最佳男主角 神鬼獵人
- 第14屆華盛頓影評人協會獎 最佳男主角 神鬼獵人
- 第11屆北德州影評人協會獎 最佳男主角 神鬼獵人
- 第14屆猶他影評人協會獎 最佳男主角 神鬼獵人
- 第27屆同志娛樂評論家協會獎 最佳男主角 神鬼獵人
- 第15屆鳳凰城影評人協會獎 最佳男主角 神鬼獵人
- 第12屆聖路易斯影評人協會獎 最佳男主角 神鬼獵人
- 第36屆波士頓影評人協會獎 最佳男主角 神鬼獵人
- 第5屆內華達影評人協會獎 最佳男主角 神鬼獵人
- 第6屆丹佛影評人協會獎 最佳男主角 神鬼獵人
- 第20屆聖地牙哥影評人協會獎 最佳男主角 神鬼獵人
- 第28屆芝加哥影評人協會獎 最佳男主角 神鬼獵人
- 第2屆豆瓣電影年度榜單 最受關注的男演員(提名)

2014年
- 第86屆奧斯卡金像獎 最佳影片(提名) 華爾街之狼
- 第86屆奧斯卡金像獎 最佳男主角(提名) 華爾街之狼
- 第71屆金球獎 電影類 音樂/喜劇片最佳男主角 華爾街之狼
- 第23屆MTV電影獎 MTV電影獎 最佳男演員(提名) 華爾街之狼
- 第23屆MTV電影獎 MTV電影獎 最佳銀幕搭檔(提名) 華爾街之狼
- 第23屆MTV電影獎 MTV電影獎 最佳赤膊表演(提名) 華爾街之狼
- 第23屆MTV電影獎 MTV電影獎 最佳音樂場景(提名) 華爾街之狼
- 第85屆美國國家評論協會獎 聚光燈獎
- 第19屆美國評論家選擇電影獎 喜劇片最佳男主角 華爾街之狼
- 第18屆金衛星獎 電影部門 最佳男主角(提名) 華爾街之狼
- 第34屆倫敦影評人協會獎 年度男主角(提名) 華爾街之狼
- 第4屆豆瓣電影鑫像獎 鑫豆單元 最佳男演員(外語) 華爾街之狼
- 第1屆豆瓣電影年度榜單 最受關注的男演員(提名)

2013年 
- 第70屆金球獎 電影類 最佳男配角(提名) 決殺令
- 第22屆MTV電影獎 MTV電影獎 最佳銀幕搭檔(提名) 決殺令
- 第22屆MTV電影獎 MTV電影獎 最佳反派(提名) 決殺令
- 第84屆美國國家評論協會獎 最佳男配角 決殺令
- 第12屆華盛頓影評人協會獎 最佳男主角(提名) 華爾街之狼
- 第34屆波士頓影評人協會獎 最佳男主角(提名) 華爾街之狼
- 第15屆美國青少年選擇獎 最佳劇情片男演員(提名) 大亨小傳
- 第3屆豆瓣電影鑫像獎 鑫豆單元 最佳男演員(外語)(提名) 決殺令

2012年
- 第69屆金球獎 電影類 劇情片最佳男主角(提名) 強·艾德格
- 第17屆美國評論家選擇電影獎 最佳男主角(提名) 強·艾德格
- 第11屆華盛頓影評人協會獎 最佳男配角(提名) 決殺令
- 第25屆芝加哥影評人協會獎 最佳男配角(提名) 決殺令

2011年
- 第20屆MTV電影獎 MTV電影獎 最令人印象深刻獎(提名) 全面啟動
- 第1屆豆瓣電影鑫像獎 鑫豆單元 最佳男演員(外語) 隔離島 / 全面啟動

2010年 
- 第12屆美國青少年選擇獎 最佳恐怖/驚悚電影男演員 隔離島

2009年
- 第66屆金球獎 電影類 劇情片最佳男主角(提名) 真愛旅程

2007年 
- 第79屆奧斯卡金像獎 最佳男主角(提名) 血鑽

2005年 
- 第77屆奧斯卡金像獎 最佳男主角(提名) 神鬼玩家
- 第14屆MTV電影獎 MTV電影獎 最佳男演員 神鬼玩家

1994年
- 第66屆奧斯卡金像獎 最佳男配角(提名) 不一样的天空

## 批評
2019年11月，巴西總統雅伊爾·博索納羅批評莱昂纳多·迪卡普里奥資助亞馬遜雨林縱火，迪卡普里奥否認指控。